# San Giovanni Battista (Villamar)
Die Kirche San Giovanni Battista (Johannes der Täufer) in Villamar in der Provinz Medio Campidano auf Sardinien ist eine gotisch-katalanische Kirche aus dem 16. Jahrhundert. Ihr balkengedecktes Satteldach ruht auf gotischen Stützbögen; die Capilla Mayor hat ein Sterngewölbe.
Mit dem Namen existieren auf Sardinien noch 18 weitere Kirchen.

## Beschreibung
Kulturgeschichtlich bedeutend ist das 7,6 × 3,8 m große Retabel hinter dem Altar. Es ist das für die katalanisch-sardische Malerei richtungweisende Hauptwerk der Schule von Stampace (Pietro Cavaro gest. 1537) aus Cagliari.
An der Fassade mit zwei Glockengiebeln besteht der Wandteil aus dem 13. Jahrhundert aus Kalkstein und Vulkanit. Es hat ein romanisches Portal mit einem Architrav, der auf skulpturalen Kapitellen ruht und von einem Entladungsbogen überragt wird.  
Es zeigt in einem mit gotischem Schnitzwerk verzierten vergoldeten Rahmen in der Mitte die Holzstatue der Madonna und darüber eine Kreuzigung, die zum ersten Mal in der Geschichte der Malerei Sardiniens das Nikodemus-Kruzifix von Oristano abbildet. Neben dem Erzengel Michael sind Johannes der Täufer, der Heilige Franziskus, die Taufe Christi sowie die Apostel Petrus und Paulus dargestellt. In der Predella werden die Verkündigung, die Geburt Jesu, die Anbetung der Könige, die Auferstehung, sowie die Himmelfahrt, Pfingsten und der Tod Marias gezeigt. Die Blenden (guardapols) zieren Bildtafeln des Himmelvaters und zahlreicher Heiliger. 
Die unteren Enden schmücken das Wappen der Familie Aymerich, der einstigen Herren über Mara Arbarei, wie der alte Name von Villamar lautet, sowie eine Inschrift mit dem Datum und dem Namen des Künstlers: 
„ANNO SALUTIS MDXVIII (1518) MENSIS MAIUS (Mai) PINGIT HOC RETABOLUM PETRI CAVARO PICTORUM MINIMUS STAMPACIS“.